# Joonas Lehtivuori
Joonas Lehtivuori (* 19. Juli 1988 in Pirkkala) ist ein finnischer Eishockeyspieler, der zuletzt bis zum Ende der Saison 2023/24 bei KooKoo aus der finnischen Liiga unter Vertrag gestanden und dort auf der Position des Verteidigers gespielt hat. Zuvor war Lehtivuori bereits über einen längeren Zeitraum in der Liiga und der Svenska Hockeyligan (SHL) aktiv, wo er über 500 Partien absolvierte. Zudem verbrachte er fünf Spielzeiten bei den Adler Mannheim aus der Deutschen Eishockey Liga (DEL), mit denen er im Jahr 2019 die Deutscher Meisterschaft gewann. Sein Vater Jari Lehtivuori war ebenfalls professioneller Eishockeyspieler.

## Karriere

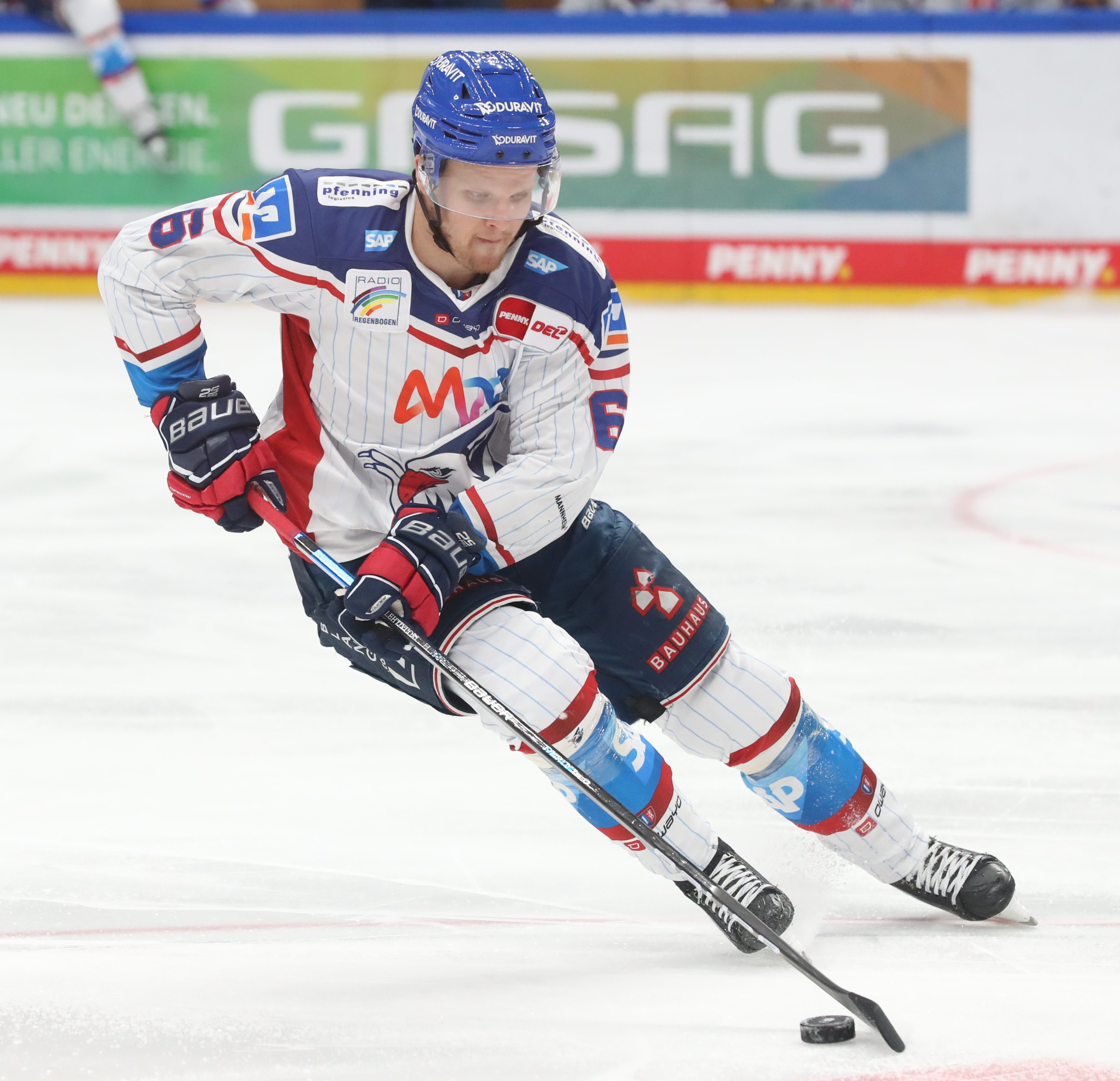
Lehtivuori im Trikot der Adler Mannheim (2022)

Lehtivuori begann seine sportliche Laufbahn in der Nachwuchsabteilung von Tampereen Ilves. Er verließ seinen Jugendklub im April 2009 und wechselte in die Organisation der Philadelphia Flyers aus der National Hockey League (NHL), die ihn bereits im NHL Entry Draft 2006 in der vierten Runde an 101. Stelle ausgewählt hatten. Im NHL-Kader konnte der Verteidiger sich nicht durchsetzen und kam daher ausschließlich beim Farmteam Adirondack Phantoms in der American Hockey League (AHL) zum Einsatz. Dort wurde er zu einem der stärksten Abwehrspieler seines Teams. In 66 Spielen erzielte er in der AHL fünf Tore und 23 Scorerpunkte. Während seiner zweiten AHL-Saison wurde Lehtivuori im Januar 2011 an den finnischen Klub Kalevan Pallo ausgeliehen.
Etwa ein halbes Jahr später im August 2011 wechselte Lehtivuori nach einem einwöchigen Probetraining zu MODO Hockey in die schwedische Elitserien. Nach 213 Spielen in der höchsten schwedischen Spielklasse kehrte Lehtivouri zurück in die Heimat und schloss sich dem finnischen Team Hämeenlinnan Pallokerho an. Nach 142 Spielen und einer Saison als Assistenzkapitän wechselte er im April 2018 zu den Adler Mannheim aus der Deutschen Eishockey Liga (DEL). In der Saison 2018/19 gewann Lehtivuori mit den Adler Mannheim die Deutsche Meisterschaft und wurde zum DEL-Verteidiger des Jahres gekürt. Nach vier weiteren Jahren bei den Mannheimern verließ der Abwehrspieler nach der Saison 2022/23 den Klub im Zuge eines großen Umbruchs im Kader und kehrte in sein Heimatland zu KooKoo zurück. Dort verbrachte er die Spielzeit 2023/24.

### International
Für sein Heimatland nahm Lehtivuori im Juniorenbereich an den U18-Junioren-Weltmeisterschaften 2006 sowie den U20-Junioren-Weltmeisterschaften 2007 und 2008 teil. Bei der U18-Weltmeisterschaft 2006 gewann er mit seiner Mannschaft die Silbermedaille, bei der U20-Weltmeisterschaft 2008 wurde er zu einem der besten drei Spieler Finnlands ernannt.
Im September 2008 debütierte Lehtivuori in der finnischen A-Nationalmannschaft, wurde aber in den folgenden Jahren nur sporadisch eingesetzt. Zwischen 2017 und 2019 absolvierte er mehrere Turniere mit der Nationalmannschaft, erhielt jedoch keiner Nominierungen für Weltmeisterschaften oder Olympische Winterspiele.

## Erfolge und Auszeichnungen
- 2005 Bronzemedaille beim U-18 Junior World Cup
- 2006 Silbermedaille bei der U18-Junioren-Weltmeisterschaft
- 2019 Deutscher Meister mit den Adler Mannheim
- 2019 DEL-Verteidiger des Jahres

## Karrierestatistik
Stand: Ende der Saison 2023/24

### International
Vertrat Finnland bei:
| - World U-17 Hockey Challenge 2005 - U-18 Junior World Cup 2005 - U18-Junioren-Weltmeisterschaft 2006 | - U20-Junioren-Weltmeisterschaft 2007 - U20-Junioren-Weltmeisterschaft 2008 |

(Legende zur Spielerstatistik: Sp oder GP = absolvierte Spiele; T oder G = erzielte Tore; V oder A = erzielte Assists; Pkt oder Pts = erzielte Scorerpunkte; SM oder PIM = erhaltene Strafminuten; +/− = Plus/Minus-Bilanz; PP = erzielte Überzahltore; SH = erzielte Unterzahltore; GW = erzielte Siegtore; 1 Play-downs/Relegation; Kursiv: Statistik nicht vollständig)